# Marie Babáková
Marie Věra Babáková (rozená Maria Veronika Opolecká, 2. června 1875 Bystrc – 21. června 1962 Praha) byla česká bioložka, spolková činovnice, publicistka a feministka; první doktorka oboru botaniky na Filosofické fakultě české Karlo-Ferdinandovy univerzity, manželka lékaře Edwarda Babáka. Stala se tak v době rakousko-uherské monarchie jednou z prvních žen v Čechách, které dosáhly vysokoškolského vzdělání.

## Život

### Mládí a studia
Narodila se 2. června 1875 v Bystrci u Brna, v tamní Podkomorské myslivně, v rodině Josefa Opoleckého, zdejšího lesního, původem z Klobuk u Slaného, a jeho manželky Marie, rozené Sprosečové původem ze Sokolče. Po absolvování měšťanské školy začala studovat v Praze na nově otevřeném (1890) prvním soukromém dívčím gymnáziu ve střední Evropě Minerva. Poté začala studovat botaniku na Filosofické fakultě české Karlo-Ferdinandovy univerzity v Praze. Až do roku 1900 docházely dívky na přednášky na hospitační studium (bez statutu řádné posluchačky); v roce 1900 bylo novým zákonem dívkám umožněno skládat zkoušky za celou dosavadní dobu studia. Roku 1898 se ještě během studia provdala za Edwarda Babáka, což bylo ve své době velmi neobvyklým jevem..

### Doktorkou
Roku 1903 Marie Babáková odpromovala z oborů botaniky, geologie a paleontologie, a stala se tak teprve šestou doktorkou filozofie na pražské české univerzitě. Se svým manželem žili ve Vokovicích u Prahy, později v Brně.
Babáková se zapojovala do české spolkové činnosti: byla členkou a funkcionářkou Ženského spolku v Praze a Domu útěchy v Brně.
Edward Babák zemřel roku 1926 v Brně.

### Úmrtí
Marie Babáková zemřela 21. června 1962 v Praze ve věku 87 let.

### Rodinný život
Dne 14. ledna 1899 se na Smíchově provdala za Edwarda Babáka.